# Alcis nilgirica
Alcis nilgirica är en fjärilsart som beskrevs av George Francis Hampson 1895. Alcis nilgirica ingår i släktet Alcis och familjen mätare. Inga underarter finns listade i Catalogue of Life.